# Лазар Трифкович
Лазар Трифкович е сръбски търговец и предприемач, построил през 1882 г. пивоварната фабрика „Павлово“ в околностите на София.

## Биография
Лазар Трифкович е роден през 13 март 1824 г. в гр.Землин, тогава част от Австрийска империя. По произход е сърбин. Учи в Землин. От 1854 г. развива самостоятелна търговия в Белград. Благодетел на сръбски книжовници и ученици. Жена му и шестте му деца умират преди него. Към 1880 г. се преселва в България. През 1882 г. построява пивоварната фабрика „Павлово“ в околностите на София и я стопанисва до смъртта си. Умира в София на 22 април 1890 г. Погребан е в Белград.
На 16 апр. 1890 г., няколко дни преди смъртта си, Л. Трифкович завещава в знак на признателност към българското правителство за оказаното гостоприемство 1/3 част от пивоварната си. Желанието му е от продажбата на тази част да се образува фонд на негово име, от доходите на който да се отпускат стипендии на бедни студенти във Висшето училище. Управлението на фонда предоставя на българското правителство. Съгласно волята на Трифкович, всяка година на 8 ноември трябва ДА се прави помен и да се публикува отчет за състоянието на фонда.
Към 1 ян. 1911 г. капиталът възлиза на 116 500 лв. с годишен доход 5825 лв., към 1 ян. 1933 г. – 688 929 лв., към 1 ян. 1939 г. – 881 362 лв., към 1 ян. 1944 г. – 997 259 лв., към 1 ян. 1947 г. – 1 108 754 лв. Фондът е ликвидиран през 1948 г. с вливането на фонд „Завещатели и дарители“ при МНП в държавния бюджет.